# New Baden
New Baden – wieś w Stanach Zjednoczonych, w stanie Illinois, w hrabstwie Clinton.